# Proměna (album)
Proměna (2008) je třetí hudební album Jana Budaře. Obsahuje 15 písniček. Hostují na něm zpěvačky Eva Vrbková, Lucie Bílá a Magdaléna Borová, Lucie Bílá zpívá píseň Odpouštím s textem Vladimíra Morávka, která již vyšla na soundtracku k filmu Hrubeš a Mareš jsou kamarádi do deště. Booklet vytvořil Pavel Reisenauer. Album bylo pokřtěno 11. prosince 2008 v pražském klubu Roxy za účasti Anety Langerové, Jaroslava Plesla a Vojtěcha Dyka.

## Seznam písniček
1. Hajzlpapír, chleba a cola
2. Ukolébavka pro velké děti
3. Malý mulat
4. Pan Placík
5. Vydra (proměna)
6. Nedomazlená
7. Nepoznávám
8. Odpouštím
9. Blind from Love
10. Brožurka
11. Dechovka na přání
12. Tanečník
13. Mezihvězdný
14. Marylin
15. Koňmo jak král

## Nahráli
- Jan Budař – klavír, zpěv
- Roman Jedlička – kytary
- Adam Koller – bicí
- Daniel Šváb – kontrabas
- Petra Malíšková – violoncello
- komorní orchestr Roxy Ensemble